# 팀소트
팀소트(Timsort)는 수많은 종류의 실세계 데이터에 잘 수행하도록 설계된 하이브리드형 안정 정렬 알고리즘의 하나이다. 합병 정렬과 삽입 정렬이 기원이다. 2002년 파이썬 프로그래밍에 사용하기 위해 팀 피터스가 구현했다.
팀소트는 버전 2.3부터 파이썬의 표준 정렬 알고리즘이다. 자바 SE 7, 안드로이드, GNU 옥타브, V8, 스위프트, 러스트에서 프리미티브가 아닌 타입의 배열을 정렬하기 위해서도 사용된다.
피터 매클로이의 1993년 논문 "최적의 정렬 및 정보이론복잡성"(Optimistic Sorting and Information Theoretic Complexity)의 기법들을 사용한다.